# Geiselnahme von Midland City

Lage Midland Citys (rot) im Dale County (orange)

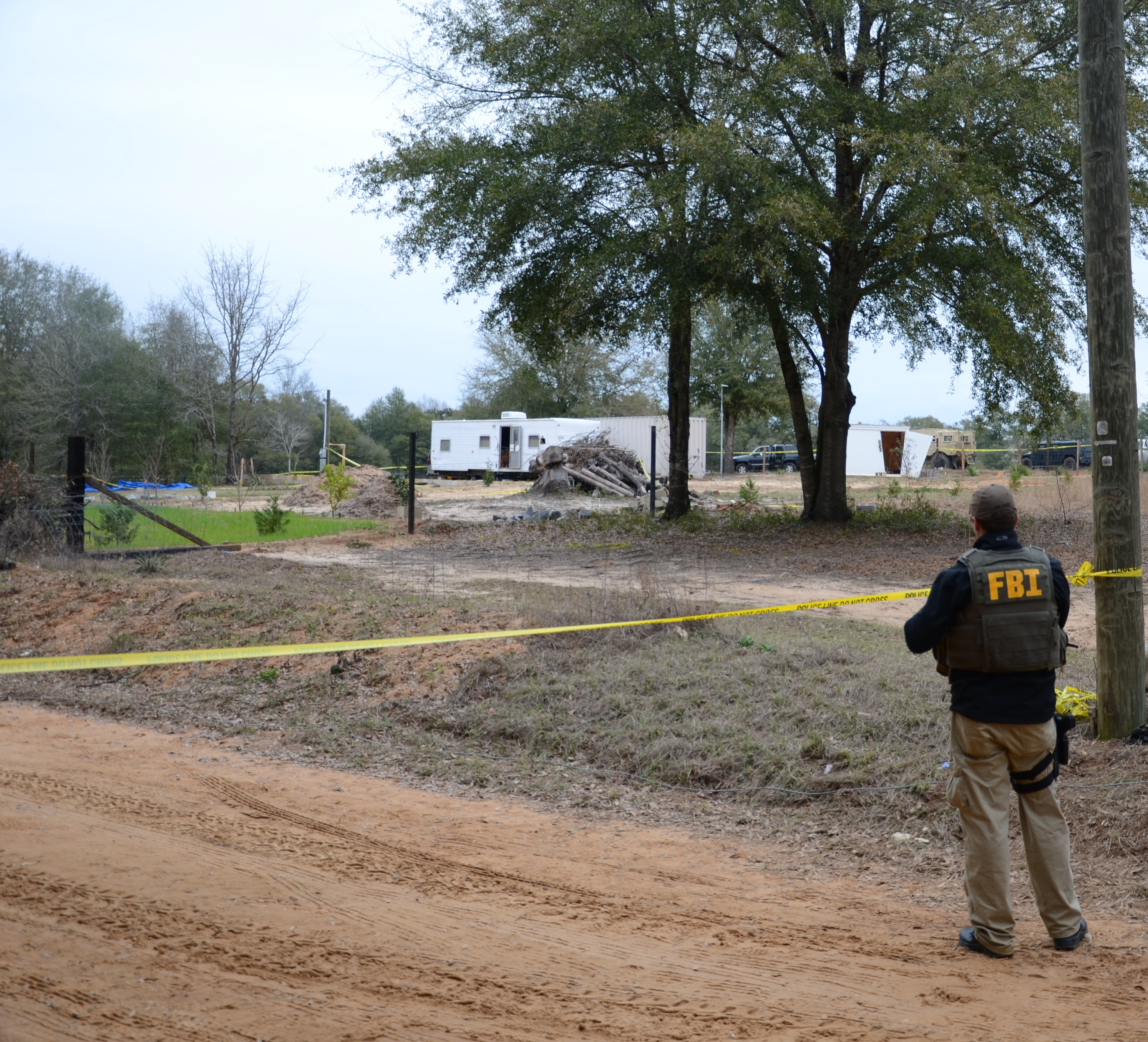
FBI-Agent am Tatort

Die Geiselnahme von Midland City, einem Ort im Dale County im US-amerikanischen Bundesstaat Alabama, begann mit der Ermordung eines Schulbusfahrers und der Entführung eines fünfjährigen Jungen am 29. Januar 2013 und endete am 4. Februar 2013 mit der Erstürmung des Bunkers, in dem sich der Geiselnehmer zusammen mit dem Kindergartenkind verschanzt hatte, durch das Federal Bureau of Investigation, bei der die Geisel befreit werden konnte, der Täter jedoch in einer Schießerei mit den Einsatzkräften umkam.

## Der Überfall auf den Bus
Am Dienstagnachmittag, den 29. Januar 2013 gegen 15:40 Uhr UTC-6, überfiel Jim „Jimmy“ Lee Dykes in Midland City im Dale County einen Schulbus und brachte den fünfjährigen Ethan in seine Gewalt, nachdem er den sechsundsechzigjährigen Fahrer des Busses, Charles Albert Poland Jr., mit vier Schüssen getötet hatte, wie Augenzeugen berichteten. Dykes soll den Busfahrer gekannt haben. Wie einige Medien berichteten, konnten die restlichen Insassen des Busses, 20 Kinder, durch eine Nottür entkommen, während andere Medien davon sprachen, dass der Täter die restlichen Kinder aus dem Fahrzeug schickte. Weiterhin wurde berichtet, der Täter verlangte die Herausgabe zweier Kinder, doch als sich der Busfahrer weigerte, Dykes Forderung Folge zu leisten, wurde er von diesem erschossen und Dykes griff sich Ethan.

## Die Geiselnahme

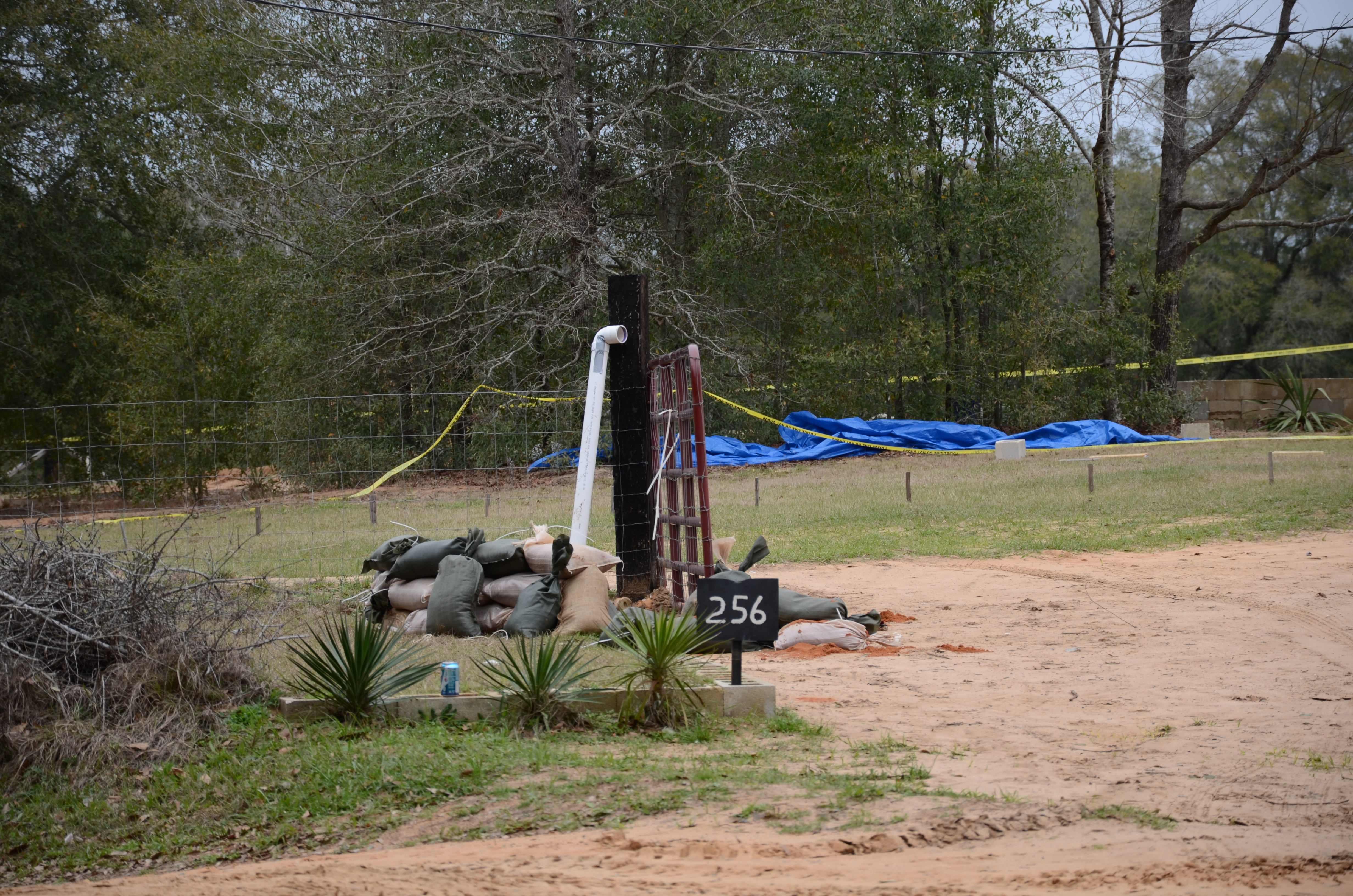
Röhre, über die die Ermittler mit dem Geiselnehmer kommunizieren und Gegenstände ins Bunkerinnere bringen konnten

Dykes verschanzte sich mit dem Kind in einem selbstgebauten unterirdischen Bunker in der Nähe von Midland City. Die Polizei verhandelte mit dem Geiselnehmer durch ein Plastikrohr und führte Ethan so Spielzeug, Lebensmittel und Medikamente zu, die der Junge, der unter dem Asperger-Syndrom und ADHS leidet, täglich einnehmen muss. Die Polizei lobte den Geiselnehmer jedoch für seine Kooperation. Am Mittwoch, den 30. Januar, übernahm das Federal Bureau of Investigation die Ermittlungen und Verhandlungen. Die Behörden hielten sich zurück, was die Veröffentlichung der Forderungen des Geiselnehmers betrifft, allerdings meinte Dykes, er wolle den Jungen freilassen, wenn er einem Journalisten „seine Geschichte“ erzählen dürfe. Als sich die Verhandlungen am Montag, 4. Februar, verschlechterten und Dykes durch eine Spezialkamera, die unbemerkt im Bunker installiert werden konnte, mit einer Schusswaffe gesehen wurde, entschieden sich die Behörden, das Gebäude zu stürmen. Es wurden Sprengkörper in den Bunker geworfen, deren Explosionen Dykes irritierten und dem Hostage Rescue Team, einer Spezialeinheit des FBI, um 15:12 Uhr MEZ den Zugriff ermöglichten, woraufhin, laut FBI-Angaben, Dykes das Feuer eröffnete und von den Beamten erschossen wurde. Ethan blieb bei der Befreiungsaktion unverletzt. Laut CNN soll der damalige US-Verteidigungsminister Leon Panetta für die Aktion eine Drohne bereitgestellt haben. Nach der Befreiung wurde der laut Berichten unversehrte Junge in ein Krankenhaus eingeliefert und untersucht, wobei keine körperlichen Schäden festgestellt wurden.

### Nach der Erstürmung
Nach der Erstürmung des Bunkers und Rettung der Geisel durchsuchten Bombenräumkommandos das Gebäude, da der Verdacht bestand, dass sich weitere Sprengkörper im Bunker befinden, nachdem zwei solche bereits entdeckt wurden. Jedoch wurde die Suche nach weiteren Sprengmitteln am 7. Februar eingestellt und Dykes’ Leichnam, der sich während der Arbeiten weiter im Bunker befand, zum Abtransport freigegeben.

#### Der Bunker
Der aus roten Backsteinen errichtete Bunker soll etwa einen Meter unter der Erde liegen, 1,80 Meter mal 2,40 Meter groß und circa 2,60 Meter hoch sein und laut Sheriff Wally Olsen über Wasser, Strom und Fernsehen verfügen, nur eine Toilette soll gefehlt haben. Dykes arbeitete Aussagen seiner Nachbarn zufolge seit 2011 „immer ab 2 Uhr nach der Nachtschicht“ am Bau des Bunkers, den er als Schutzraum für Hurrikans auswies.

## Der Täter
Der Täter, Jim Lee Dykes (* 9. April 1947), seinem Umfeld als „Jimmy“ bekannt, war ein 65-jähriger Lastwagenfahrer aus Dale County, der in der Umgebung von Dothan aufwuchs, von 1964 bis 1996 als dekorierter Soldat bei der United States Navy diente und unter anderem einen Einsatz im Vietnamkrieg hatte. Er wurde als Einzelgänger und Mann mit Hang zur Gewalt beschrieben, der einen Hass auf die US-Regierung hegte, außerdem sei er mit seiner Familie zerstritten gewesen. Er kam mehrmals mit dem Gesetz in Konflikt, so wurde er 1995 wegen unsachgemäßen Gebrauchs einer Waffe festgenommen sowie 2000 wegen Besitz von Marihuana. Außerdem hatte er kurz vor der Geiselnahme einen Gerichtstermin, da er seine Nachbarin und ihre Tochter nach einem Streit mit einer Schusswaffe bedroht haben soll. Weiterhin wollen ihn Nachbarn dabei beobachtet haben, wie er vor der Tat acht Tage lang im Bunker lebte, was von einigen Medien als möglicher Testlauf für die Tat gesehen wird.